# St. Petri (Kutzleben)

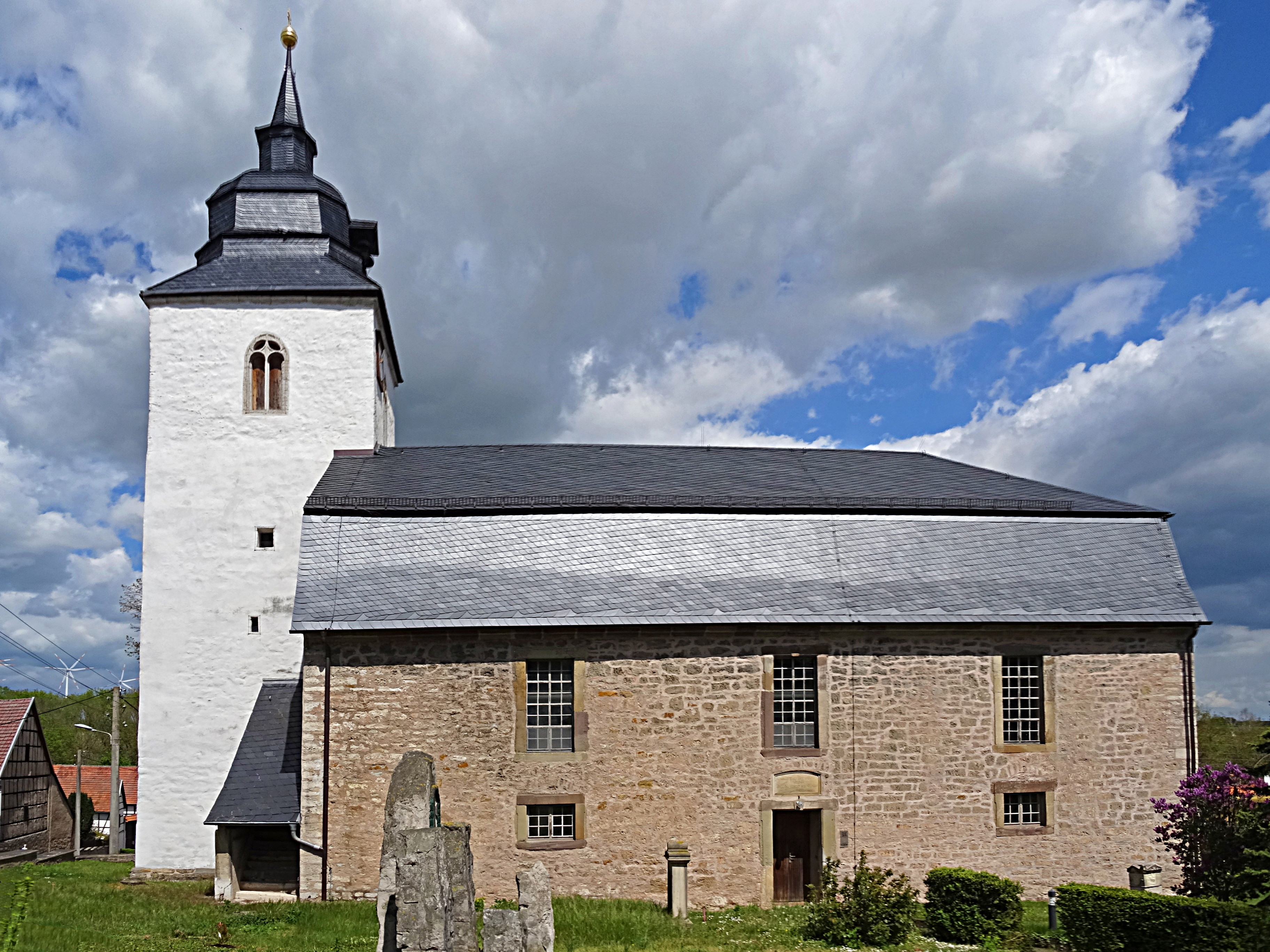
St.-Petri-Kirche

St. Petri in der Gemeinde Kutzleben im Unstrut-Hainich-Kreis, Thüringen, ist eine evangelische Dorfkirche. Sie gehört zum Kirchspiel Bad Tennstedt im Kirchenkreis Mühlhausen der Evangelischen Kirche in Mitteldeutschland.

## Geschichte

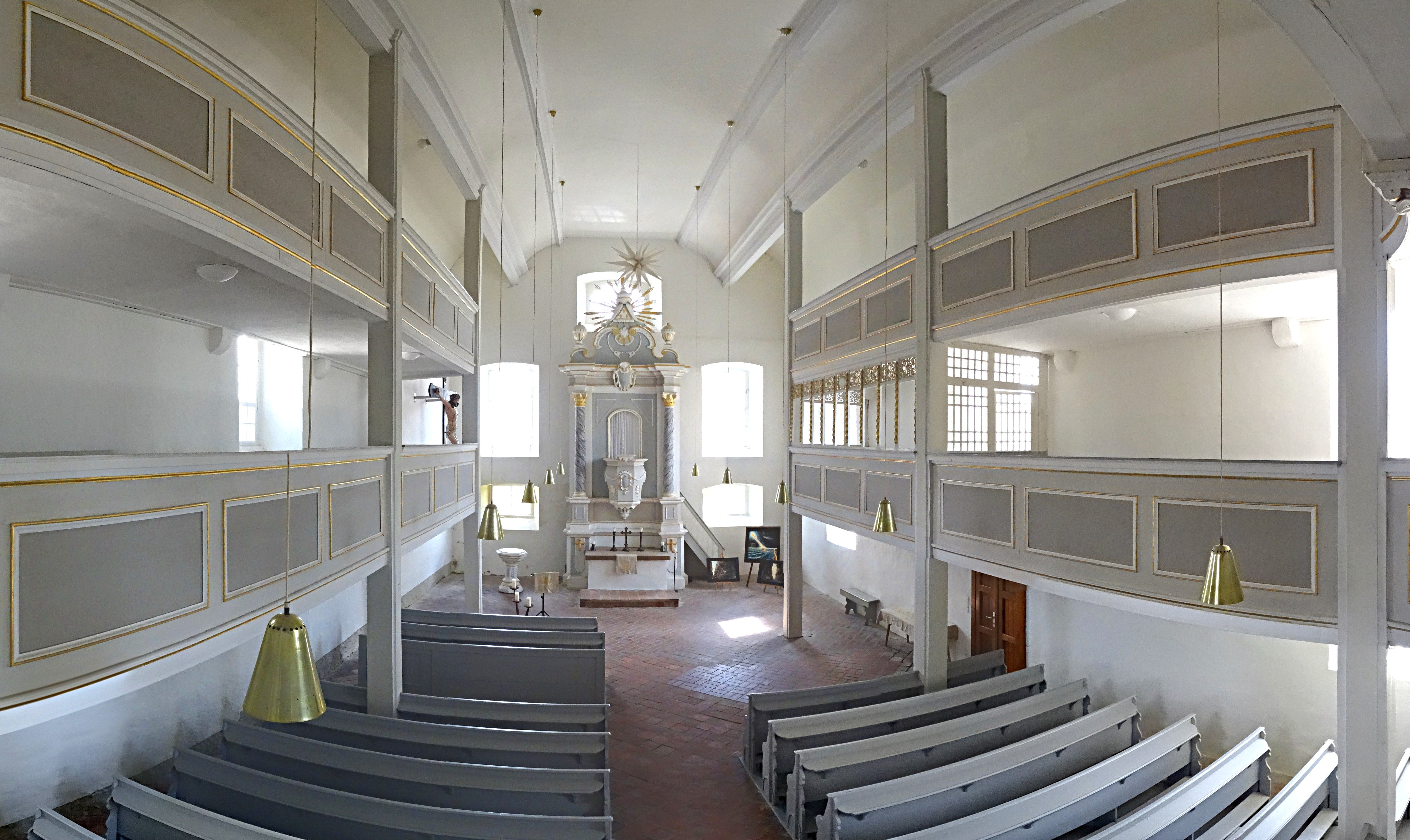
Drei Schiffe, zweierlei Holzgewölbe

Die dreischiffige Emporenhalle wurde 1733 auf dem Grundstück einer Vorgängerkirche errichtet, in sehr schlichtem Barock. Der spätgotische Westturm mit seinen Maßwerkfenster erhielt eine welsche Haube. Die Glocken sind aus dem Jahr 1613.

## Architektur
Das Kirchenschiff hat zwei übereinanderliegende Fensterreihen und ein Krüppelwalmdach.
Die Holzpfeiler, die den rechteckigen Kirchenraum in drei Schiffe gliedern, reichen ohne Brechung vom Boden bis zur Decke und haben weder Säulenbasen noch Kapitelle. Im Widerspruch zu der dreiachsigen Gliederung der Außenmauern gliedern sie das Innere in vier Joche, ein Joch mit der Orgelempore, zwei Joche mit Seitenemporen und ein Chorjoch ohne Emporen. Das Mittelschiff hat eine Muldendecke. Beide Seitenschiffe sind mit Tonnengewölben gedeckt und mit zweigeschossigen Emporen ausgestattet. Die dreischiffige Gliederung der Decke setzt sich in den emporenlosen Chorbereich fort. Der barocke Kanzelaltar und das klassizistische Orgelprospekt stammen aus der Zeit der Errichtung der Kirche.

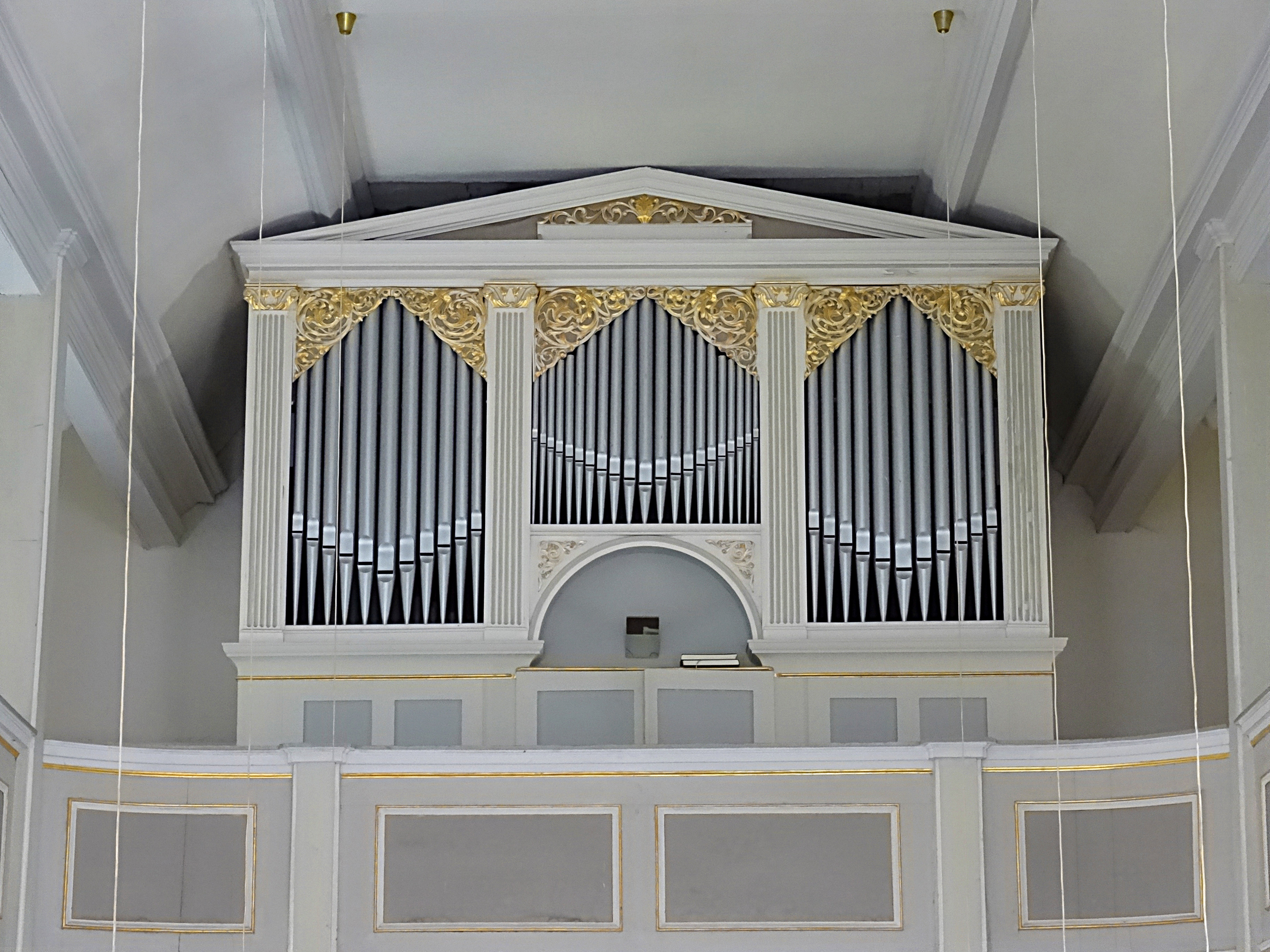
Orgelprospekt

Die Orgel mit zwei Manualen und Pedal sowie 20 klingenden Stimmen wurde 1866 von August Witzmann aus Kleinrudestedt im historischen Gehäuse neu errichtet.

## Stiftung KiBa
Im Förderjahr 2007 wurde mit Mitteln der Stiftung KiBa das Turmdach instand gesetzt.